# Uncial
|  | Denne artikel omhandler uncialer i typografi. Betegnelsen bruges også om en gruppe af skrifter, se Uncial (skrift) |
Et uncial er inden for typografien et bogstav, der indleder et kapitel, et større afsnit eller en artikel, og som er større end den, der er brugt til brødteksten. Normalt går initialet ned i to-fire linjers sats, der så forskydes mod højre. Sjældnere ses uncialer, der kun går op over 1. tekstlinje. Uncialet er af samme skriftsnit som brødteksten eller i hvert fald i samme stilart. Uncialer kan let fremstilles med tekstbehandlingsprogrammer og DTP-programmer, selv om de finere detaljer (tilpasning af rummet omkring uncialet) kan mangle. 
Et uncial bør holde linje med afsnittets første linje. Dets venstre side skal flugte med spaltens venstre kant. Eller mere præcist skal synes at flugte, idet der skal tages hensyn til bogstavets form. Det kan betyde, at dele af bogstavet rager lidt ud forbi spaltens venstrekant.
Hvis det første tegn i et afsnit, der skal udstyres med et uncial, er et anførselstegn, udelades dette til fordel for det første bogstav.
Uncialer kan kombineres med at lade et eller flere ord lige efter uncialet være sat med versaler eller kapitæler. 
Skal det gøres ordentligt, bør der være plads omkring uncialet, så man klart kan se, hvad der er et enkelt bogstav eller en del af et ord. 
I modsætning til uncialet er initialet. Her er også tale om et bogstav i større størrelse, men det er dekoreret, typisk inden for en ramme, eller "forsiret", det vil sige fra en skrift, der er meget afvigende og dekorativ.
Begge indledninger stammer fra middelalderlige håndskrifter, manuskripter, hvor nye kapitler kunne indledes med bogstaver i en anden farve (normalt rød), bogstaver som var større og fortsatte over flere linjer og som kunne være dekoreret. Dekorationen bestod i mønstre, figurer, planteslyng og rammer. I særligt fine tilfælde med brug af bladguld eller bladsølv, der kunne poleres. De ædle metaller blev i nogle tilfælde lagt på en let hævet grund, gesso. Man benyttede dengang betegnelsen initial, mens de fine illustrationer, der kunne hænge sammen med dekorationer, der bredte sig over store dele af siden omtaltes som miniaturer eller som illuminering. Miniature kommer af latin minium, mønje, et giftigt, blyholdigt rødt pigment. Illuminering henviser til, at lyset blev reflekteret af de ædle metaller. Et initial kunne være illumineret, men behøvede ikke være det. Mange pigmenter var i sig selv kostbare, f.eks. ultramarin, der fremstilledes af smykkesten lapis lazuli, som stammede fra Afghanistan.